# Mara – Die rechte Hand des Teufels
Mara – Die rechte Hand des Teufels (Originaltitel: Побочный эффект) ist ein 2020 erschienener russischer Horrorfilm von Aleksey Kazakov.

## Handlung
Eine junge Frau verlässt ihre Wohnung eines alten Wohnhauses in Moskau. Im Treppenhaus sieht sie eine dunkle Gestalt und flieht zurück in die Wohnung, wo sie sich in einem Kleiderschrank versteckt. Die dunkle Gestalt und nach ihr ein alter Mann suchen in der Wohnung nach der jungen Frau. Plötzlich wird sie von hinten überwältigt.
Der Architekt Andrej sucht Hilfe beim Medium Mara, die in der gleichen Wohnung wohnt, wie die junge Frau zu Beginn des Films. In der Wohnung trifft Andrej auch den alten Mann an. Mara gibt an, psychologische Beratung als Hobby anzubieten. Sie züchtet Pilze in der Wohnung. Andrej möchte, dass seine Frau Olja die Erinnerung an einen Überfall vergisst, der ihnen in ihrer Wohnung widerfahren ist. Als die Einbrecher Olja vergewaltigen wollten, wehrte sich Andrej nicht, sondern flüchtete und rief um Hilfe. Die Nachbarn riefen die Polizei und die Täter ließen von Olja ab, doch sie verlor das ungeborene Kind. Da Mara ihm keinen Ratschlag liefert, verlässt Andrej die Wohnung.
Durch die fortlaufende Zurückweisung durch Olja verzweifelt, kehrt Andrej jedoch bald zu Mara zurück. Sie gibt Andrej einen Pilz für Olja mit. Um ihre Probleme zu lösen, sollen er und Olja gemeinsam für drei Monate in die Wohnung ziehen und sich um die Pilze kümmern, während sie geschäftlich verreist.
Andrej verabreicht Olja heimlich den Pilz. Schnell scheint die Therapie zu funktionieren. Beide ziehen in Maras Wohnung. Das Zimmer mit dem Schrank, in dem sich die junge Frau zu Beginn des Films versteckt hatte, bleibt verschlossen. Andrej erklärt, einmal im Monat solle der „Eigentümer“ nach dem Rechten sehen. Andrej und Olja kommen sich wieder näher und auch Oljas sexuelle Lust und ihr Erfolg als Sängerin kehren zurück. Bald jedoch erscheinen beiden Visionen. Olja wird dabei mit ihren Angreifern konfrontiert. Eines Morgens treffen sie auf den alten Mann als vermeintlichen Eigentümer der Wohnung, der aus dem sonst verschlossenen Zimmer kam und verletzt wirkt.
Andrej macht sich zunehmend Sorgen um Olja und hat Gewissensbisse, da er ihr nicht von Mara erzählt hat. Als Olja eines Tages allein zu Hause ist und die Zimmertür offen steht, nimmt sie sich ein Kleid von Mara aus dem Schrank. Als Andrej seine Frau vor einem Auftritt besucht, erkennt sie ihn nicht mehr. Sie tritt mit Maras Kleid auf und trägt ein ungewohnt düsteres Lied vor. Andrej sieht Mara im Publikum, doch kann sie nicht sprechen. Andrej verschafft er sich gewaltsam Zutritt zum geheimnisvollen Raum und findet hinter dem Schrank einen Gang in die Nachbarwohnung, deren Ausstattung noch aus der Sowjetzeit stammt. Er findet dort Fotos vor, auf denen Mara in unterschiedlichen Epochen zu sehen ist, zuletzt mit Donald Trump. Ein kleines Mädchen warnt ihn, den letzten Raum nicht zu betreten. Andrej sieht sich in der Rolle eines Soldaten bei einer von Mara angeleiteten Massenexekution, zu deren Opfern auch ihr Vater gehörte. Das Mädchen warnt Andrej, er solle nach Olja suchen.
Andrej sucht vergeblich nach Olja. Er erstattet schließlich eine Vermisstenanzeige bei der Polizei und beschreibt auch den geheimnisvollen Gang hinter dem Schrank. Als er nicht ernst genommen wird, fährt er zu einem Leuchtturm, den er auf einem der Fotos gesehen hat. Dort angekommen, findet er Konstantin, den alten Mann, der ihn überfällt und verschleppt. Mara habe ihm seine Nina genommen und nun will er sie gegen Andrej und Olja austauschen.
Olja wird in einer Kirche getauft. Im Publikum ist Mara anwesend und plötzlich wird eine Doppelgängerin Oljas mit einem Baby in das Taufbecken geführt. Olja wird angegriffen und flieht. Konstatin schleppt Andrej in den Raum am Ende der Nachbarwohnung, wo seine Nina in einer psychodelischen Szene gefangen gehalten wird. Mara erscheint, überwältigt Konstatin und verwandelt ihn in ein Pferd. Währenddessen trifft Olja in ihrer Flucht in der Wohnung ein und flieht über den Gang in die Nachbarwohnung. Im Glauben, Andrej wäre ihr Angreifer, springt sie aus dem Fenster.
Andrej kommt ins Gefängnis, wo er Visionen vom Raum sieht. Die Polizei konnte den Gang zur Nachbarwohnung nicht finden. Ein Polizist zeigt ihm eine Urkunde, nach welcher Maras Wohnung in Andrejs Besitz übergegangen ist. Aufgrund besonderer Weisung des Polizeichefs muss er ihn aber laufen lassen.
Zurück in der Nachbarwohnung betritt Andrej den Raum und fällt durch ein Loch im Boden in eine scheinbar vergangene Welt, in der er wieder auf das kleine Mädchen trifft, das ihn erneut warnt. Er findet sich in einer Rückblende bei einem Überfall auf ein Dorf vor. Die Angreifer nahmen sich Mara, die Tochter vom Dorfältesten, der sich nicht wehrte. 
Vor einem Kultgebäude trifft er Olja wieder, doch sie weist ihn zurück. Sie wisse Bescheid, dass er sich bei ihrer Vergewaltigung nicht gewehrt habe. Auch Mara ist da; sie bietet ihm an, ihn und Olja gehen zu lassen, wenn er einen Test bestünde. Andrej findet sich bei dem Überfall wieder. Dieses Mal versucht Andrej, die Angreifer zu erstechen, doch sie verletzen ihn und vollenden die Vergewaltigung. Mara erscheint in der Szene und bietet ihm an, Olja laufen zu lassen, wenn er einen weiteren Pilz esse, doch Andrej widersetzt sich. Olja zündet die Pilze im Kultgebäude an und beide fliehen. Maras Zauber ist gebrochen. Bei der Verfolgung der beiden wird sie von dem kleinen Mädchen im Pferdestall eingeschlossen und verbrennt. Auch das Mädchen stirbt dabei.
Andrej und Olja fliehen über die Verbindung zurück in die Nachbarwohnung der Gegenwart. Andrej macht Olja einen neuen Heiratsantrag. Der Film endet mit einer Kamerafahrt, die durch die Moskauer Wohnung in die Vergangenheit führt, wo Mara im verfallenen Kultgebäude als Hexe abgebildet ist.

## Produktion
Bei 	Mara – Die rechte Hand des Teufels handelt es sich um die erste Regiearbeit von Aleksey Kazakov.

## Synchronisation
| Rolle      | Darsteller          | Synchronsprecher   |
| ---------- | ------------------- | ------------------ |
| Andrej     | Semyon Serzin       | Henning Nöhren     |
| Olja       | Marina Vasileva     | Leonie Dubuc       |
| Mara       | Aleksandra Revenko  | Ann Vielhaben      |
| Konstantin | Anatoliy Zhuravlyov | Marco Kröger       |
| Mädchen    | Maria Abramova      | Nele Ortmann       |
| Kirill     | Stepan Devonin      | Dirk Talaga        |
| Einbrecher | Sergey Cherdantsev  | Sascha Krüger      |
| Polizist   | Nikita Tezov        | Georgios Tzitzikos |

## Rezeption
Christian Plaumann merkte an, man würde sehen, dass es sich um das Erstlingswerk des Regisseurs handle. Er schaffe es aber, eine düstere Stimmung zu erzeugen. Die okkulte Welt übersteige den menschlichen Verstand und für den Zuschauer bliebe unklar, was echt ist und was lediglich eine Einbildung der Charaktere sei. Christian Plaumann lobte weiterhin die Kameraführung und die Verbindung von Horror- und Krimi-Elementen, allerdings wolle der Film zu viel und enthalte zu viele Handlungsstränge. Ebenfalls weniger überzeugend sei die Figurengestaltung. Die Fragen nach Sexismus und Feminismus würden unkommentiert gelassen.
Jaschar Marktanner lobte die Regiearbeit und sah Ähnlichkeiten zum italienischen Horrorkino von Dario Argento. Weiterhin überzeugend stufte er die schauspielerische Leistung von Semyon Serzin und Aleksandra Revenko sowie die Filmmusik ein, vermisste jedoch Erklärungen am Ende des Films und mutmaßte, die Kenntnis russischer Legenden sei hilfreich.
In einer Rezension auf OFDb.de sah ebenfalls Ideen von Dario Argentos Horror Infernal oder Suspiria. Mara – Die rechte Hand des Teufels sei „unkonventionell und erfrischend“ und könne sich handwerklich sehen lassen, habe allerdings Längen im Mittelteil. Die Kameraarbeit in den Innenräumen wurde gelobt, wohingegen die Außenaufnahmen nicht ohne Schwächen seien.